# Oktober 1982
Portal Geschichte | Portal Biografien | Aktuelle Ereignisse | Jahreskalender | Tagesartikel

◄ |
19. Jahrhundert |
20. Jahrhundert
| 21. Jahrhundert

◄ |
1950er |
1960er |
1970er |
1980er
| 1990er | 2000er | 2010er | ►

◄ |
1978 |
1979 |
1980 |
1981 |
1982
| 1983 | 1984 | 1985 | 1986 | ►

◄ |
Juli 1982 |
August 1982 |
September 1982 |
Oktober 1982 |
November 1982 |
Dezember 1982 |
Januar 1983 |
►
Dieser Artikel behandelt aktuelle Nachrichten und Ereignisse im Oktober 1982.

## Tagesgeschehen

### Freitag, 1. Oktober 1982

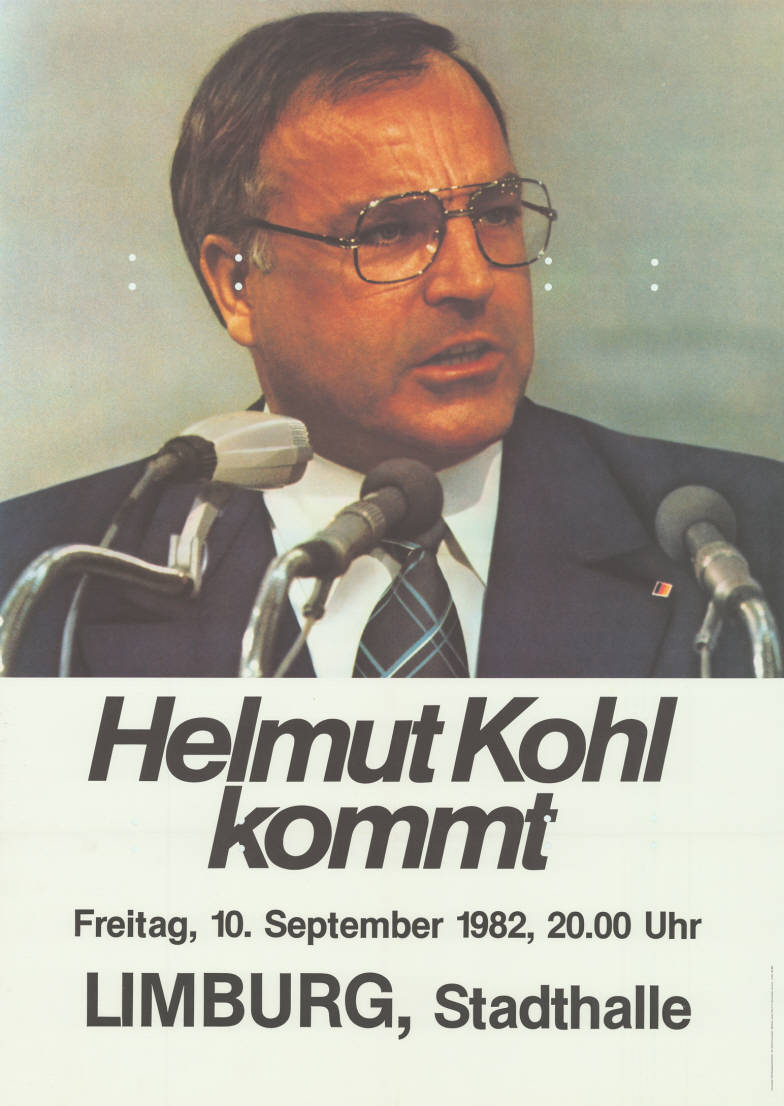
Helmut Kohl

- Bonn/Deutschland: Nach dem gescheiterten Versuch, dem Bundestag die Vertrauensfrage zu stellen, erfolgt gegen Bundeskanzler Helmut Schmidt (SPD) eine Abstimmung über das konstruktive Misstrauen des Parlaments. Die Abstimmung ist das Ergebnis einer Initiative des CDU-Politikers Helmut Kohl. Schmidt beschuldigt die nicht mehr mit ihm koalierende FDP des Wortbruchs und der Täuschung. 15.10 Uhr wird das Ergebnis bekanntgegeben: Kohl ist neuer Bundeskanzler.[1]
- Bonn/Deutschland: Als sich Helmut Schmidt (SPD) in den Räumen der Bundestagsfraktion seiner Partei für die Unterstützung seiner Regierungsarbeit bedankt, äußert sein Amtsvorgänger Willy Brandt die „herzliche Bitte“, der heute abgewählte Bundeskanzler möge bei der nächsten Bundestagswahl wieder als Spitzenkandidat antreten. Schmidt ergreift das Angebot nicht.[2]

### Sonntag, 3. Oktober 1982
- Eisenstadt/Österreich: Zum vierten Mal in Folge entfällt bei der Landtagswahl im Burgenland die absolute Mehrheit der Stimmen auf die SPÖ. Die ÖVP liegt mit einem Anteil von 43,04 % über 10 % hinter den Sozialdemokraten. Die FPÖ als drittstärkste Kraft erhält 2,97 %.[3]
- Tingri/China: Die Gruppe um den niederländischen Bergsteiger Johan Taks erreicht den Gipfel des Changtse (deutsch Nordgipfel) im Mount-Everest-Massiv. Das Unternehmen gilt als Erstbesteigung des 7543 m hohen Bergs, auch wenn die Reisegruppe ohne Genehmigung unterwegs ist.[4]

### Montag, 4. Oktober 1982
- Bonn/Deutschland: Drei Tage nach dem erfolgreichen Misstrauensvotum gegen den damaligen Bundeskanzler Helmut Schmidt (SPD) nimmt die Regierung Kohl mit Politikern aus den Unionsparteien und aus der FDP in Nachfolge der aus SPD- und FDP-Politikern zusammengesetzten Regierung Schmidt die Arbeit auf.[5]

### Freitag, 8. Oktober 1982

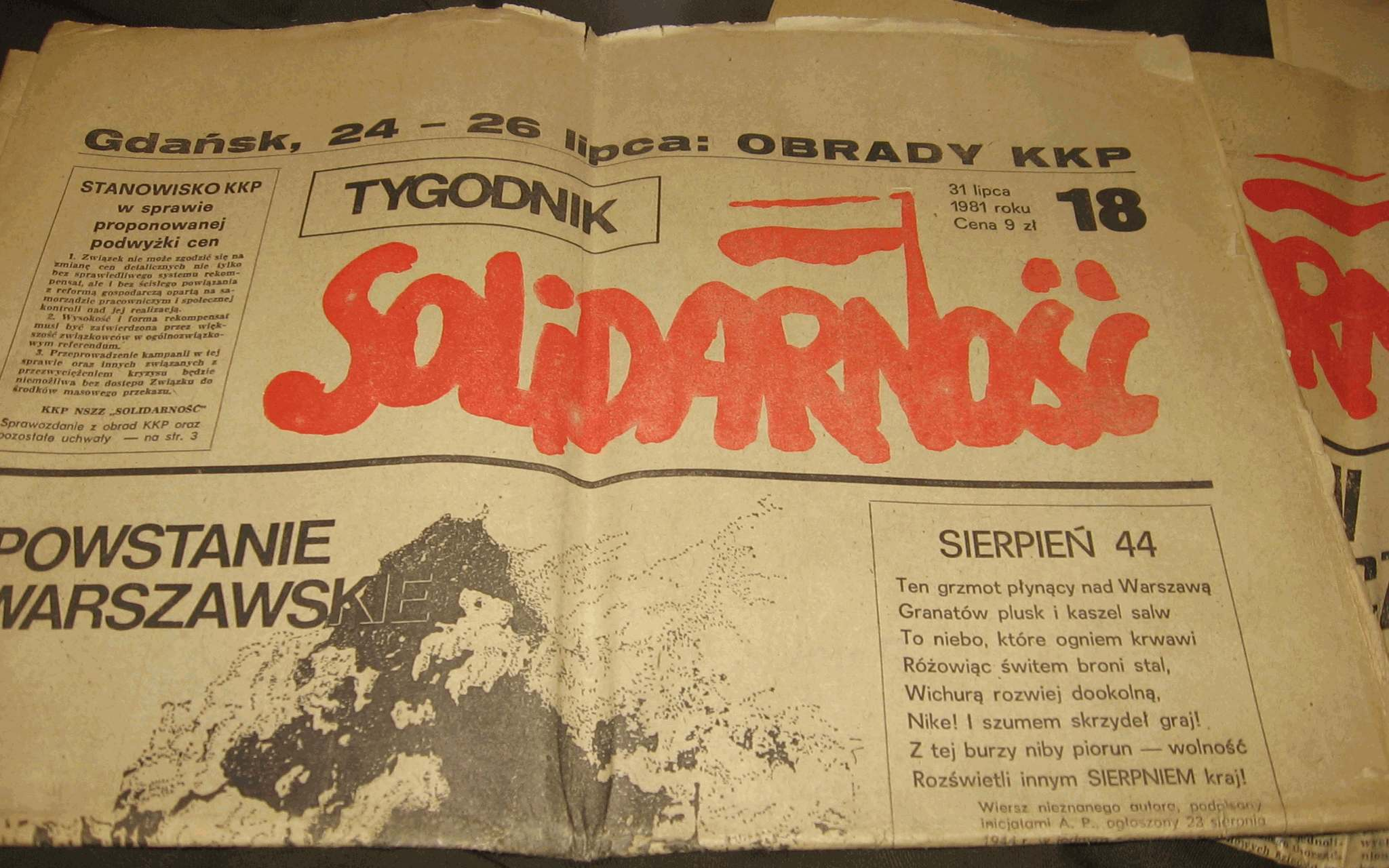
Zeitung der Gewerkschaft Solidarność

- Stockholm/Schweden: Der ehemalige Ministerpräsident Olof Palme von der Sozialdemokratischen Arbeiterpartei wird für eine weitere Amtszeit als Ministerpräsident vereidigt. Er steht an der Spitze einer Minderheitsregierung.[6]
- Warschau/Polen: Das Parlament verabschiedet ein neues Gewerkschaftsgesetz, das für die Arbeit von Gewerkschaften vorschreibt, dass diese sich in einem von der Partei der Arbeit „vorgegebenem Rahmen“ zu bewegen habe, obgleich das Gesetz die Gewerkschaften als „frei“ und „unabhängig“ bezeichnet. Faktisch ist das Gesetz ein Verbot der seit Dezember 1981 suspendierten Gewerkschaft Solidarność.[7][8]

### Samstag, 9. Oktober 1982
- Kailua-Kona/Vereinigte Staaten: Der Ironman Hawaii, der zweite in diesem Jahr, endet mit Siegen der Amerikaner Julie Leach bei den Frauen und Dave Scott bei den Herren.[9][10]

### Sonntag, 10. Oktober 1982

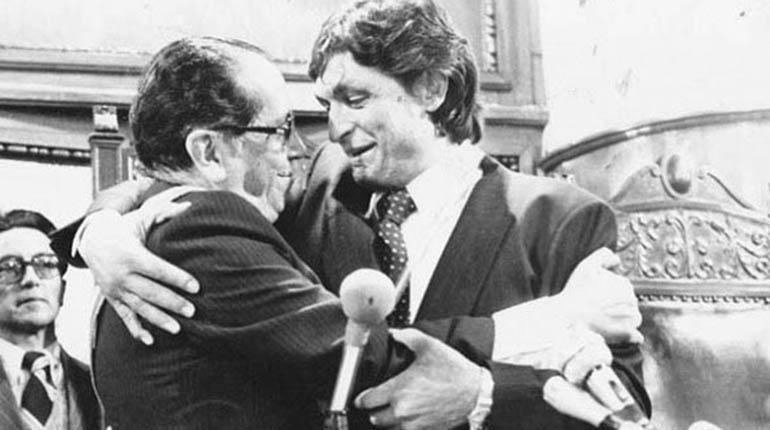
Hernán Siles Zuazo, Jaime Paz Zamora

- Frankfurt am Main/Deutschland: Der amerikanische Publizist und Diplomat George F. Kennan erhält den Friedenspreis des Deutschen Buchhandels. Der Friedensforscher Carl Friedrich von Weizsäcker hebt in seiner Laudatio besonders dessen Abhandlung „Bismarcks europäisches System in der Auflösung, die französisch-russische Annäherung 1875–1890“ hervor.[11]
- La Paz/Bolivien: Der am 5. Oktober vom Nationalkongress zum Präsidenten gewählte ehemalige Präsident Hernán Siles Zuazo und sein am gleichen Tag gewählter Vize Jaime Paz Zamora von der Bewegung der Revolutionären Linken legen ihre Amtseide als erste demokratisch gewählte Regenten Boliviens nach der Militärdiktatur unter Hugo Banzer Suárez ab.[12]
- München/Deutschland: Bei der Landtagswahl in Bayern verschlechtert sich das Ergebnis der CSU minimal auf 58,3 % Stimmenanteil und Ministerpräsident Franz Josef Strauß ist im Amt bestätigt. Als einzige Oppositionspartei sitzt der CSU die SPD gegenüber, weil die Grünen knapp an der Fünf-Prozent-Hürde scheitern und der Stimmenanteil der FDP von 3,5 %, bei Verlusten von 2,7 %, nicht zum Verbleib im Landtag ausreicht.[13]

### Montag, 11. Oktober 1982
- Ärmelkanal: In den Gewässern vor Portsmouth, Vereinigtes Königreich, hebt ein privat finanziertes Bergungsteam das Kriegsschiff Mary Rose. Die 437 Jahre zuvor untergegangene Karacke war ein Flaggschiff der Flotte des ehemaligen Königs von England Heinrich VIII.[14]
- Stockholm/Schweden: Den Nobelpreis für Physiologie oder Medizin werden in diesem Jahr die Schweden Sune Bergström und Bengt Ingemar Samuelsson sowie der Brite John Robert Vane für ihre Erforschung von Prostaglandinen und von damit verwandten Substanzen erhalten. Der Kolumbianer Gabriel García Márquez erhält in diesem Jahr den Nobelpreis für Literatur. Eines seiner bekanntesten Werke ist Hundert Jahre Einsamkeit.[15]

### Dienstag, 12. Oktober 1982
- Berlin/Deutschland: Die Irren-Offensive zur „Selbsthilfe von derzeitigen oder ehemaligen Psychiatrie-Insassen und -Insassinnen“ wird beim Amtsgericht Charlottenburg als Verein eingetragen. In ihrem Vorstand befindet sich u. a. ein Diplom-Psychologe.[16]

### Mittwoch, 13. Oktober 1982
- Oslo/Norwegen: Für ihr Engagement für die Abrüstung werden die schwedische Politikerin Alva Myrdal und der Mexikaner Alfonso García Robles als Ständiger Vertreter der Vereinten Nationen bei den Genfer Abrüstungsverhandlungen den diesjährigen Friedensnobelpreis erhalten.[17]

### Donnerstag, 14. Oktober 1982
- Kiel/Deutschland: Der Landtag von Schleswig-Holstein wählt Uwe Barschel (CDU) zum neuen Ministerpräsidenten. Sein Amtsvorgänger Gerhard Stoltenberg (CDU) trat vor wenigen Tagen zurück, um in Bonn das Bundesministerium der Finanzen leiten zu können.[18]
- Tingri/China: Der deutsche Bergsteiger Udo Zehetleitner und seine vier Begleiter erreichen den Gipfel des Changtse (deutsch Nordgipfel). Sie können sich als offizielle Erstbezwinger ansehen, da sie vor dem Aufstieg die Genehmigung der chinesischen Behörden einholten.[19]

### Freitag, 15. Oktober 1982
- Darmstadt/Deutschland: Die Deutsche Akademie für Sprache und Dichtung verleiht den Georg-Büchner-Preis an den 1916 im Deutschen Reich geborenen schwedischen Staatsbürger Peter Weiss.[20]

### Montag, 18. Oktober 1982
- Stockholm/Schweden: Der Brite Aaron Klug wird in diesem Jahr den Nobelpreis für Chemie erhalten. Die Stiftung ehrt u. a. seine Weiterentwicklung der Elektronenmikroskopie. Der Nobelpreis für Physik wird in diesem Jahr an den Amerikaner Kenneth Wilson für seine Theorie über kritische Phänomene bei Phasenumwandlungen verliehen.[21]

### Mittwoch, 20. Oktober 1982
- Stockholm/Schweden: Der Amerikaner George Stigler wird in diesem Jahr „für seine Studien der Funktionsweise und der Strukturen von Märkten“ den Alfred-Nobel-Gedächtnispreis für Wirtschaftswissenschaften erhalten.[22]

### Dienstag, 26. Oktober 1982

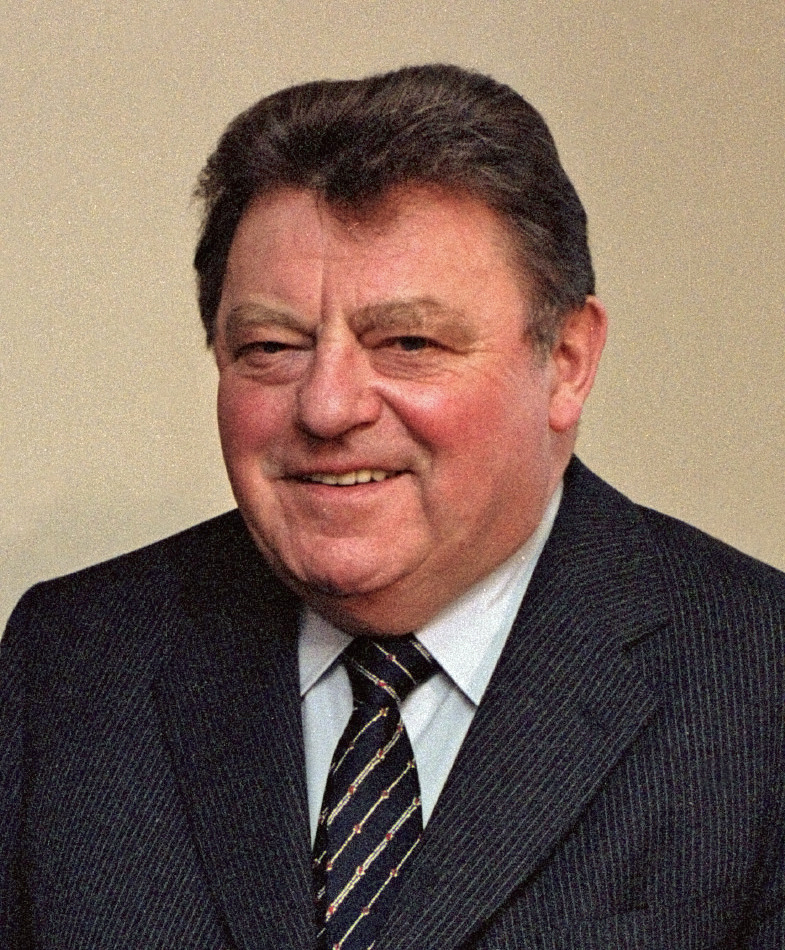
Franz Josef Strauß

- München/Deutschland: Der Landtag wählt den seit 1978 amtierenden Bayerischen Ministerpräsidenten Franz Josef Strauß (CSU) für vier weitere Jahre ins Amt.[23]

### Donnerstag, 28. Oktober 1982

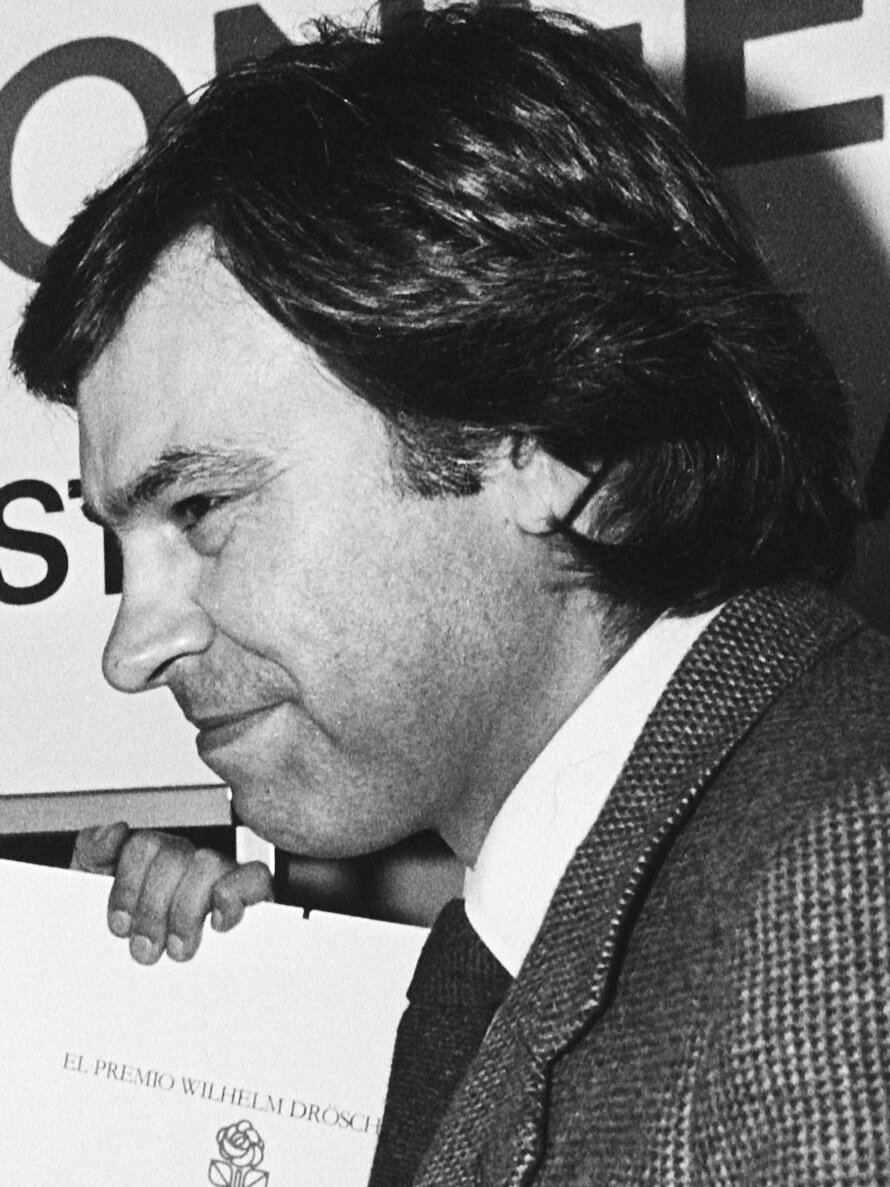
Felipe González

- Madrid/Spanien: Die vorgezogene Parlamentswahl bestätigt die von Meinungsforschern festgestellte Abkehr der Wähler von der regierenden Union des Demokratischen Zentrums, die 152 Sitze im Unterhaus verliert und nur noch elf Mandate hält. Die meisten der 350 Sitze fallen mit 202 an die Sozialistische Arbeiterpartei mit ihrem Spitzenkandidaten Felipe González, danach folgt das Wahlbündnis aus der Allianz des Volks mit der Demokratischen Volkspartei, das 107 Abgeordnete entsenden wird.[24]
- Silver Spring/Vereinigte Staaten: Die Bundesbehörde für Lebens- und Arzneimittel erteilt dem Humaninsulin-Präparat Humulin der Firma Eli Lilly die Marktzulassung. Damit wird fast 30 Jahre nach der Entwicklung des Strukturmodells der Desoxyribonukleinsäure durch James Watson und Francis Crick weltweit zum ersten Mal ein gentechnisch hergestelltes Medikament zugelassen. Humaninsulin soll das schlechter verträgliche Tierinsulin im Lauf der nächsten Jahre komplett aus der Blutzuckerkrankheit-Therapie verdrängen.[25]

## Weblinks

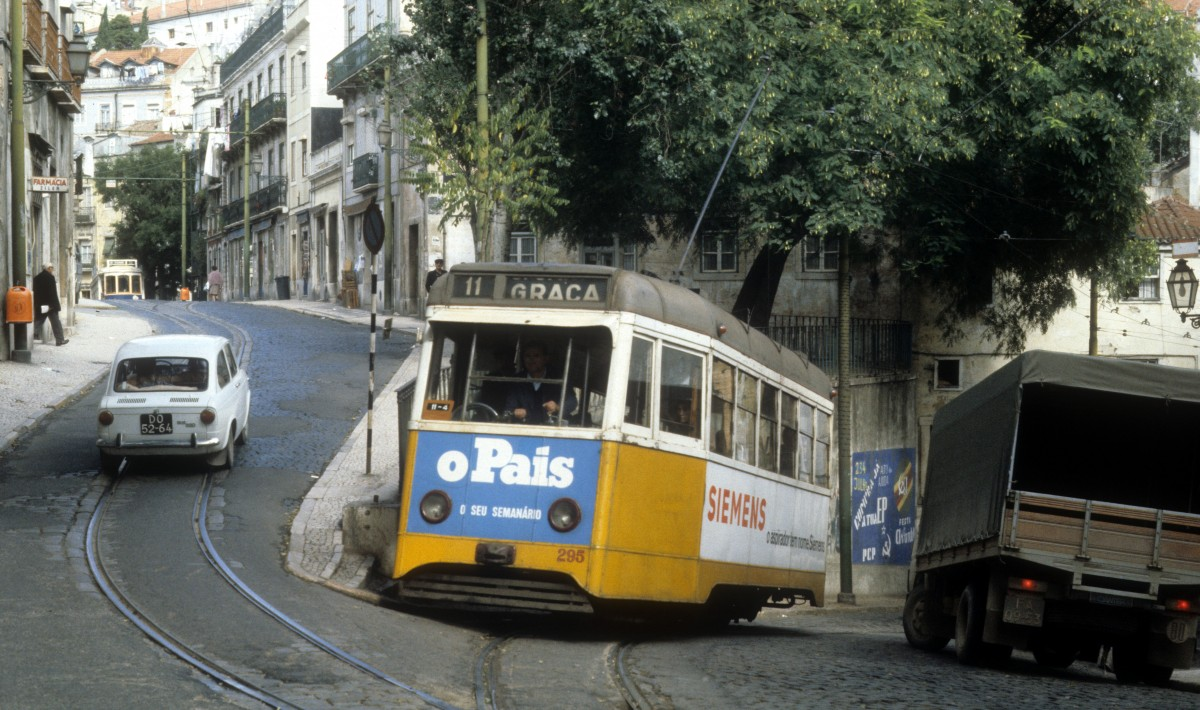
Lissabon im Oktober 1982